# Apicia agathoaria
Apicia agathoaria là một loài bướm đêm trong họ Geometridae.